# Micrurus ancoralis
Micrurus altirostris (королівський кораловий аспід) — вид отруйних змій родини аспідових (Elapidae). Мешкає в Південній Америці і Панамі.

## Підвиди
Виділяють два підвиди:
- Micrurus ancoralis jani Schmidt, 1936;
- Micrurus ancoralis ancoralis (Jan, 1872).

## Поширення і екологія
Королівські коралові аспіди мешкають на тихоокеанських низовинах від південного сходу Панами через західне узбережжя Колумбії до заходу Еквадору та крайнього північного заходу Перу. Вони живуть у вологих тропічних лісах, трапляються на бананових плантаціях. Зустрічаються на висоті до 1500 м над рівнем моря. Ведуть наземний, напівриючий спосіб життя. Живляться дрібними зміями, зокрема Ninia atrata і Amphisbaena fuliginosa.